# Vlad Dascălu
Vlad Dascălu   (Fălticeni, 17 de desembre de 1997) és un ciclista romanès que participa en la modalitat de cross-country olímpic. Dascălu va començar la pràctica del ciclisme a l'edat de 14 anys amb competicions de downhill, abans de fer el salt a la modalitat de cross-country olímpic.

## Palmarès internacional
2018
1r  Campionats Nacionals XCO
6è General UCI Mountain Bike World Cup Sots-23
1r Nové Město na Moravě
2019
1r  Campionats del món Sots-23
1r  Europeus Sots-23
1r  Campionats Nacionals XCO
1r  General UCI Mountain Bike World Cup Sots-23l
1r Nové Město na Moravě
1r Vallnord
1r Les Gets
1r Val di Sole